# Schefflera decagyna
Schefflera decagyna är en araliaväxtart som beskrevs av José Cuatrecasas. Schefflera decagyna ingår i släktet Schefflera och familjen araliaväxter.
Artens utbredningsområde är Colombia. Inga underarter finns listade.